# Hylexetastes stresemanni
El trepatroncos de Stresemann (Hylexetastes stresemanni), también denominado trepatronco de pico rayado , trepatronco pico de barba (en Colombia) o trepador de vientre barrado (en Perú), es una especie de ave paseriforme de la familia Furnariidae, subfamilia Dendrocolaptinae, perteneciente al género Hylexetastes. Es nativa del occidente de la cuenca amazónica en Sudamérica. 

## Distribución y hábitat
Se distribuye desde el extremo sureste de Colombia, por todo el oeste de la Amazonia brasileña, este de Perú, hasta el norte de Bolivia. Recientemente registrada en el este de Ecuador.
Esta especie es considerada rara y local en su hábitat natural: las selvas húmedas, aparentemente prefiere las de terra firme, de regiones bajas, hasta los 450 metros de altitud.

## Sistemática

### Descripción original
La especie H. stresemanni fue descrita por primera vez por la ornitóloga germano – brasileña Maria Emilie Snethlage en 1925 bajo el mismo nombre científico; su localidad tipo es: «Acajutuba, bajo Río Negro, Brasil».

### Etimología
El nombre genérico masculino «Hylexetastes» se compone de las palabras del griego «ὑλη hulē : bosque, selva, y «εξεταστης exetastēs»: examinador; significando «que examina el bosque»  y el nombre de la especie «stresemanni», conmemora al ornitólogo, explorador y colector alemán Erwin Friedrich Theodor Stresemann (1889–1972).

### Taxonomía
Es pariente próxima a Hylexetastes perrotii y tal vez sean conespecíficas, debido a las similitudes morfológicas y de vocalización. Las características de la subespecie insignis sugieren una posible intergradación entre ambas especies. Sin embargo, un estudio filogenético reciente confirmó que el género Hylexetastes puede consistir de hasta cinco especies separadas, sugiriendo que la subespecie H. stresemanni undulatus podría ser una especie plena.
Aparentemente ha hibridado intergenéricamente con Dendrocolaptes picumnus en el oeste de Brasil, uno de los pocos casos de hibridación entre subóscinos.

### Subespecies
Según las clasificaciones del Congreso Ornitológico Internacional (IOC) y Clements Checklist/eBird v.2019 se reconocen tres subespecies, con su correspondiente distribución geográfica:
- Hylexetastes stresemanni insignis J.T. Zimmer, 1934 – extremo noroeste de la Amazonia brasileña en la margen norte del río Uaupés y adyacente Colombia (Vaupés).
- Hylexetastes stresemanni stresemanni Snethlage, 1925 – noroeste de la Amazonia, en Brasil desde el bajo río Negro hacia el sur hasta el río Solimões (se desconoce el límite occidental); recientemente se confirmó en Ecuador y presumiblemente sea esta subespecie.
- Hylexetastes stresemanni undulatus Todd, 1925 – suroeste de la Amazonia al sur del río Amazonas, en el este de Perú (alto río Ucayali), norte de Bolivia (Pando) y noroeste de Brasil (hacia el este por lo menos hasta el río Purus, probablemente hasta el río Madeira).